# Borki (powiat miński)
Borki – wieś sołecka w Polsce położona w województwie mazowieckim, w powiecie mińskim, w gminie Mrozy.
Wieś szlachecka  położona była w drugiej połowie XVI wieku w powiecie garwolińskim  ziemi czerskiej województwa mazowieckiego. W latach 1975–1998 miejscowość należała administracyjnie do województwa siedleckiego.
Wierni Kościoła rzymskokatolickiego należą do parafii św. Wojciecha w Jeruzalu.